# Симплока
Симплока (од грч. συμπλκή  symploke — „преплитање”) је стилска фигура у којој се реч или фраза понављају на почетку две или више клауза или реченица, а друга реч или фраза са сличним текстом се такође понавља на крају истих. То је комбинација анафоре и епифоре.

## Примери
- „Са сребрном брадом до појаса,
са сребрном косом до појаса.” — „Горски вијенац”
- „Слушај, побре, је ли јаук тлапња? Слушај звеку, је ли и звека тлапња?” — Иван Мажуранић.[2]
- „Веза коња за једну јелику, Веза хајку за другу јелику.”[3]